# Tetrametilbutano
El tetrametilbutano es un alcano de cadena ramificada con fórmula molecular C8H18. Es el más ramificado isómero del octano. El alto grado de ramificación resultados, en comparación con los isómeros de la familia a diferentes propiedades físicas, tales como un punto de fusión significativamente más alto para que el compuesto está presente como una sola de los isómeros de octano a la temperatura ambiente como un sólido.

## Síntesis
la combinación de dos grupos terc.-Butil. En una opción presentación temprana es terc. -butil cloruro de magnesio con terc.-butil implementado. El reactivo de Grignard se puede utilizar en una variante de un solo recipiente in situ en la reacción de terc.-butil cloruro con magnesio se forman y aplicado.
La dimerización de terc-butil bromuro o terc-butil yoduro también se produce en presencia de cobre. Otra opción es la conversión de terc-butiltriclorosilano con terc-butil-litio.

## Propiedades
El tetrametilobutano a temperatura ambiente una sustancia sólida, tiene dos polimorfas formas cristalinas. A temperatura ambiente antes de la forma cristalina I, que sigue a 100,8 °C en la fase líquida. En -120,6 °C es una transición de fase de la forma cristalina II de la Forma I observado. Aquí, la transición desde el cristalino a un cristalino plástico forma. Es decir, el compuesto está por encima de esta temperatura hasta el punto de fusión y por tanto, también a temperatura ambiente en un estado mesomórfico antes. El comportamiento es análogo a moléculas "esféricas" similares como el cubano o el adamantano, con formación de mesofases similares. El punto de ebullición del compuesto ya está a 107 °C de modo que la fase líquida existe en la presión atmosférica sólo en un rango de temperatura de alrededor de 6 K.
La presión de sublimación viene dada por la ley de Antoine según log10 (p) = A-(A / B ( T + C)) (P en bar, T en K) con A = 5,08335, B = 1,724.764 y C = -38.383 en el rango de temperatura de 273 K a 338 K. que las entalpías de transición para la transición de la forma cristalina II al I ΔtrH = 2,00 kJ·mol-1, para la fusión ΔmH = 7,54 kJ·mol-1 y la evaporación de ΔbH = 42,91 kJ · mol-1.